# Deer Isle
Deer Isle – miasto w Stanach Zjednoczonych, w stanie Maine, w hrabstwie Hancock.